# Shades of God
Shades of God è il terzo album in studio del gruppo musicale britannico Paradise Lost, pubblicato nel 1992 dalla Music for Nations.

## Tracce
1. Mortals Watch the Day – 5:12
2. Crying for Eternity – 7:05
3. Embraced – 4:29
4. Daylight Torn – 7:54
5. Pity the Sadness – 5:05
6. No Forgiveness – 7:37
7. Your Hand in Mine – 7:08
8. The Word Made Flesh – 4:41
9. As I Die – 3:49

## Formazione
- Nick Holmes - voce
- Gregor Mackintosh - chitarra solista
- Aaron Aedy - chitarra acustica e ritmica
- Stephen Edmondson - basso
- Matthew Archer - batteria e percussioni